# Бочки (Хорольский район)
Бочки (укр. Бочки) — село Штомпелевского сельсовета Хорольского района Полтавской области Украины.
Код КОАТУУ — 5324887703. Население по переписи 2001 года составляло 111 человек.

## Географическое положение
Село Бочки находится на одном из истоков реки Рудка, на расстоянии в 1 км от сёл Штомпелевка, Ковтуны и Наталовка. Рядом проходят автомобильная дорога М-03 и железная дорога, станция Хорол в 4-х км.

## История
Были приписаны к Покровской церкви в Покровской Богачке.
Село указано на специальной карте Западной части России Шуберта 1826-1840 годов.